# Johan Ludvig Brockenhuus
Johan Ludvig Brockenhuus (12. maj 1759 i København – 25. februar 1830 smst) var en dansk overhofmester.
Johan Ludvig Brockenhuus var søn af stiftamtmand Henrik Adam Brockenhuus. Han blev i 1784 kammerjunker hos Enkedronning Juliane Marie og til sidst overhofmester hos Dronning Marie Sophie Frederikke.
Han fik Dannebrogordenen i 1801 og i 1813 blev han optaget som overordentligt medlem af Det kongelige danske Selskab for Fædrelandets Historie.
Brockenhuus ægtede 1786 Bertha grevinde Scheel (født 1766 død 1787) og 1790 Anna Ernestine grevinde Schack (født 1771 død 1805); den eneste søn af sidstnævnte ægteskab blev i året 1822 optaget i den danske grevestand som Brockenhuus-Schack.